# Roberto Fonseca
Roberto Fonseca (* 29. březen 1975, Havana, Kuba) je kubánský jazzový pianista a skladatel. Hudbou byl obklopený už od dětství. Jeho otec je bubeník, jeho matka – Mercedes Cortes Alfaro – je profesionální zpěvačka (zpívá i na albu Zamazu). Jeho dva starší nevlastní bratři hrají na bicí a piano a také si dokázali vydobýt mezinárodní prestiž.
Jako dítě hrál Roberto Fonseca na bicí, od osmi let se už ale věnuje hlavně pianu. Už ve svých čtrnácti začal skládat zajímavý mix amerického jazzu a tradičních kubánských rytmů. V patnácti si už zahrál na Jazz Plaza Festivalu v Havaně.
Fonseca studoval kompozici na kubánské konzervatoři. I přestože často tvrdí, že byl velmi špatným studentem, školu nakonec dokončil.
Jeho první deska En El Comienzo, kterou nahrál s Javierm Zalbou a skupinou Temperamento, byla v roce 1999 oceněna jako nejlepší kubánské jazzové album. Tento úspěch přiměl Fontescu k práci na dvou dalších sólových deskách: Tiene Que Ver and Elengo. Obě kombinují latin jazz, drum and bass, hip-hop a afrokubánské rytmy. V této době pracoval také jako doprovodný klavírista, hip hopový producent, skladatel filmové hudby a živil se dokonce i předváděním módy. Roberto Fonseca si vysloužil přídomek „nejslibnějšího a nejvýznamnějšího kubánského hudebního talentu“, „opravdového objevu“ či „mimořádného pianisty své generace“ .
O dva roky později nahrál v Japonsku desku: No Limit: Afro Cuban Jazz. Stejný rok také začal vystupovat s Buena Vista Social Clubem, kde nahradil Rubéna Gonzáleze. Potkal se tak s kubánskými legendami jako Ibrahimem Fererrem nebo Manuelem Galbánem. S Buena Vista Social Clubem tak odehrál více než 400 koncertů po celém světě.
V roce 2007 vychází kritikou ceněné album Zamazu, které mu zajistilo mezinárodní úspěch. V roce 2009 vyšlo album Akokan.
Roberto Fonseca vystupuje s ohromným entuziasmem živě, předvádí na jevišti ohromující výkony a jeho přístup ke klavíru je naprosto virtuosní, vášnivý, všestranný, leckdy takřka orchestrální. Ferrer k tomu podotknul: „Jen ho nechte, ať si hraje!“ Fonseca, jehož klavírní umění mísí tradiční kubánský soul a jazz, tvoří na klávesách neuvěřitelné, energií nabité škály, v nichž můžeme zaslechnout stopy Monkovy odměřenosti i jemný smysl pro poetické melodie.

## Diskografie
- 1999 - Tiene Que Ver
- 1999 - En el Comienzo (pod hlavičkou skupiny Temperamento)
- 2001 - No Limit
- 2001 - Elengo
- 2007 - Zamazu
- 2009 - Akokan
- 2010 - Live In Marciac (CD/DVD, Enja Records)